# Erick Onasis
| Recensione | Giudizio |
| ---------- | -------- |
| AllMusic   |          |
| RapReviews |          |

Erick Onasis (conosciuto anche come Def Squad Presents Erick Onasis) è il terzo album del rapper statunitense Erick Sermon sotto il nome di Erick Onasis, pubblicato il 27 giugno 2000 dalla DreamWorks Records.
In questo disco Sermon torna a collaborare con Parrish Smith in Vangundy, tra le tracce più apprezzate da parte della critica. Inoltre, si registra l'esordio in un album in studio da parte di Rick Ross sotto lo pseudonimo Teflon.

## Tracce
1. Talk to Me (Intro) – 1:41 (Erick Sermon)
2. I Do 'Em – 2:23 (Erick Sermon, George Spivey)
3. Don't Get Gassed – 2:41 (Carlton Ridennhour, James Boxley, Eric Sadler, Erick Sermon)
4. Why Not (feat. Slick Rick) – 3:00 (Erick Sermon, Richard Walters)
5. Live It Up (feat. Redman & Khari) (Interlude) – 2:40 (Reginald Noble, Khari Santiago, Erick Sermon)
6. Hostility (feat. Redman & Keith Murray) – 2:52 (Keith Murray, Reginald Noble, Erick Sermon)
7. Mastering with E (Skit) – 0:28 (Tom Gist, Erick Sermon)
8. So Sweet (feat. Eazy-E) – 3:17 (Michael Diamond, Adam Yauch, Adam Horowitz, Rick Rubin, Erick Sermon, Eric Wright)
9. Focus (feat. DJ Quik & Xzibit) – 4:25 (David Blake, Alvin Joiner, Erick Sermon, Roger Troutman, Larry Troutman)
10. Feel Me Baby (feat. Khari & Sy Scott) – 3:16 (Khari Santiago, Sy Scott, Erick Sermon)
11. Can't Stop (feat. Dave Hollister & Peter Moore) – 4:05 (Dave Hollister, Peter Moore, Erick Sermon, Ali Shaheed Muhammad, Malik Taylor, Ronnie Foster, Jonathan Davis)
12. Get Da Money (feat. Ja Rule) – 3:38 (Jeffrey Atkins, Erick Sermon)
13. Ain't SHHH to Discuss (feat. Noah & Teflon) – 3:36 (Triston Jones, William Roberts, Erick Sermon, Noah Stephenson)
14. Sermon [Speech] – 0:56 (Erick Sermon)
15. Vangundy (feat. Big Kim, Billy Billions, Boe & Ruck, Nolan Epps, PMD & Sy Scott) – 4:51 (Harrell Dixon, Nolan Epps, Sy Scott, Erick Sermon, Kim Sermon, Robert Sherman, Parrish Smith, T. Warren)
16. Fat Gold Chain (feat. Too Short) – 3:20 (Erick Sermon, Todd Shaw)

## Classifiche
| Classifica (2000) | Posizione massima |
| ----------------- | ----------------- |
| Stati Uniti       | 53                |